# Андреева, Зоя Захаровна
Зоя Захаровна Андреева (2 мая 1947, д. Таутово, Чувашская АССР — 16 ноября 1992, Чебоксары) — оперная актриса (лирико-колоратурное сопрано), заслуженная артистка Чувашской АССР (1980), народная артистка Чувашской АССР (1987).

## Биография
Окончила Чебоксарское музыкальное училище, затем — Казанскую консерваторию (класс З. Хисматуллиной). С 1974 года пела в Чувашском музыкальном театре. В Дни чувашской культуры посещала Москву, Ленинград и другие города.
За время выступлений певица, демонстрировавшая широкий драматический диапазон, исполнила свыше 30 оперных партий в зарубежных, русских и чувашских операх. Среди её ролей:
- Виолетта («Травиата»)
- Джильда («Риголетто»)
- Розина («Севильский цирюльник»)
- Микаэла «Кармен»)
- Маргарита «Фауст»)
- Марфа («Царская невеста»)
- Иоланта («Иоланта»)
- Нарспи («Нарспи», Г. Хирбю)
- Чегесь («Шывармань», Ф. Васильев)

Скончалась в возрасте 45 лет, 16 ноября 1992 года.

## Награды и премии
- Заслуженная артистка Чувашской АССР (1980)
- Народная артистка Чувашской АССР (1987)